# Leucemia promielocítica aguda
Leucemia promielocítica aguda (LPA) é um subtipo da leucemia mielóide aguda (LMA), um tipo de câncer do sangue e medula óssea. É também conhecida leucemia progranulocítica aguda; LPA; LMA com t(15;17)(q22;q12), LPA-RARA e variantes; subtipo FAB M3 e M3 variante.
Na LPA, ocorre um acumulação anormal de granulócitos imaturos chamados de promielócitos. Esta doença é caracterizada pela translocação cromossômica envolvendo o gene receptor alfa do ácido retinóico (RARα ou RARA) e é a única forma de LMA responsiva a terapia ácido all-trans retinóico (ATRA).

## Sinais e sintomas
Sinais e sintomas da leucemia promielocítica aguda são similares a outras formas de LMAs. Sintomas incluem febre, fadiga, perda de peso ou perda de apetite, falta de ar, anemia, sangramento fácil, petéquia, dor óssea e nas juntas e infecções persistentes ou frequentes.
A leucemia promielocítica aguda (LPA), assim como outras leucemias mieloides agudas (LMAs), apresenta sintomas constitucionais como febre, astenia (fraqueza), hiporexia (falta de apetite) e perda de peso. Diferentemente de outras LMAs, a LPA não costuma apresentar organomegalia (aumento de órgãos), adenomegalia (aumento dos gânglios linfáticos) ou infiltração leucêmica na pele ou no sistema nervoso central no momento do diagnóstico. Manifestações relacionadas à leucostase são raras, pois a doença geralmente se manifesta com leucopenia (baixa contagem de glóbulos brancos) ou uma leucocitose discreta (aumento leve dos glóbulos brancos). Uma característica distintiva da LPA é a tendência aumentada a sangramentos, que é desproporcional à plaquetopenia (baixa contagem de plaquetas). Eventos hemorrágicos estão presentes em cerca de 60% a 90% dos pacientes no momento do diagnóstico, e sua incidência tende a aumentar nos primeiros dias de tratamento. Essa coagulopatia é o principal fator adverso na evolução da doença e é responsável pelo maior número de óbitos no período inicial do tratamento.

## Epidemiologia
A leucemia promielocítica aguda (LPA) difere de outros subtipos de leucemia mieloide aguda (LMA) por apresentar uma incidência predominante em adultos jovens, com a frequência da doença permanecendo praticamente estável entre os 20 e 59 anos de idade. A incidência da LPA varia consideravelmente entre os países. Em países desenvolvidos, a taxa de incidência está entre 4% e 15%. Já em países de colonização latina e em algumas regiões da Espanha, essa taxa é maior, variando de 20% a 28%. Não há predominância de sexo na LPA. Ao contrário de outros subtipos de LMA, ela não está associada à síndrome mielodisplásica prévia. Embora haja relatos raros de LPA secundária a quimioterapia, o prognóstico não piora com o tratamento adequado nesses casos. A real incidência da LPA não é totalmente conhecida, pois a maioria dos estudos se baseia em registros hospitalares. Além disso, a distribuição geográfica está correlacionada com a variabilidade genética, com diferentes frequências das isoformas de PML-RARα dependendo da população estudada.
O estudo comparou as características hematológicas e imunofenotípicas de pacientes com Leucemia Promielocítica Aguda (LPA) que desenvolveram a SAR com aqueles que não a desenvolveram. A conclusão do estudo é que nenhuma das variáveis laboratoriais analisadas, como dosagem de hemoglobina, contagens de leucócitos e plaquetas, e a porcentagem de blastos com diferentes antígenos, correlacionou-se significativamente com o risco de desenvolver a SAR. Os resultados indicam que nenhum dos parâmetros estudados se correlacionou de maneira significativa a um maior risco de desenvolvimento desta complicação.

## Patogênese
A leucemia promielocítica aguda é caracterizada pela translocação cromossômica envolvendo o gene receptor alfa do ácido retinóico no cromossomo 17 (RARα). Em 98% dos casos de LPA, o gene RARα se funde com o gene PML, do cromossomo 15, uma translocação denominada t(15;17)(q22;q21). Existem ainda translocações menos frequentes entre o cromossomo 5 ou 11 e o 17.
A proteína de fusão PML-RARα resultante interfere nas funções normais das proteínas PML e RARα. A proteína normal PML é considerada um supressor de tumor que controla a estabilidade genômica e a apoptose celular. Já o receptor RARα, na presença de ácido retinoico (ATRA) em concentrações fisiológicas, se liga a genes importantes para a diferenciação mieloide, permitindo a transcrição desses genes.

## Diagnóstico
A LPA pode ser diferenciada de outros tipos de LMAs baseado na análise morfológica do aspirado ou biópsia da medula óssea. O diagnóstico definitivo pede um teste para a fusão do gene RARα. Isto pode ser feito pela reação em cadeia de polimerase (PCR), hibridização fluorescente in situ (FISH), ou pela citogenética convencional do sangue periférico ou da medula óssea.
- Análise morfológica: A medula óssea apresenta poucos mileoblastos agranulares e muitos promielócitos. Células com presença de bastão de Auer são comuns. Coloração para peroxidase e sudan black positivas. Existe uma forma variante da leucemia promielocítica aguda, a M3v, com promielócitos com poucos grânulos.
- Imunofenotipagem: Positiva para CD9, CD13 e CD33.

Na maioria dos casos deste tipo de leucemia ocorre um prolongamento no tempo de protrombina e tempo de tromboplastina parcial ativada assim como uma hipofibrinogenemia (diminuição no nível de fibrinogênio).

## Tratamento
A LPA diferencia-se das demais leucemias pela sensibilidade ao ácido all-trans retinóico (ATRA), um derivado da vitamina A. Tratamento com ATRA causa a diferenciação de promielócitos imaturos em granulócitos maduros. ATRA é normalmente combinada com antraciclina resultando na remissão de aproximadamente 90% dos pacientes.
A terapia com ATRA é associada a um único efeito colateral, a síndrome ácido retinóico. Isto é associado com o desenvolvimento com dispnéia, febre, ganho de peso, edema periférico e é tratado com dexametasona.
A leucemia promielocítica aguda (LPA) tem o transplante de medula óssea (TMO) como um tratamento consolidado. A recaída é a principal causa de falha desse procedimento, sendo fundamental a detecção precoce da doença residual mínima.
No caso de recaída, o uso de ácido all-trans-retinoico (ATRA) pode induzir uma nova remissão molecular. O ATRA é indicado para a indução da remissão em pacientes com LPA que não foram tratados previamente, que sofreram recaída após quimioterapia padrão ou que são refratários a qualquer quimioterapia. A associação de quimioterapia ao ATRA aumenta a sobrevida e reduz o risco de recaída.
Outras opções para o tratamento da recaída incluem a imunomodulação, que utiliza o efeito anti-tumoral do enxerto em transplantes alogênicos, e o uso de drogas como interferon alfa. No caso apresentado no documento, a paciente nunca havia recebido ATRA, e a detecção precoce da recaída molecular por RT-PCR permitiu a utilização dessa terapia para uma nova remissão.

## Ligações Externas
- Kumar, Vinay, Abul Abbas, and Nelson Fausto. Robbins and Cotran Pathologic Basis of Disease, 7th ed. (2004). ISBN 81-8147-528-3
- Sacher, Ronald A. and Richard A. McPherson. Wildman's Clinical Interpretation of Laboratory Tests, 11th ed. (2000). ISBN 0-8036-0270-7
- Dan Douer, et al. British Journal of Haematology, vol. 122, pp. 563, Aug. 2003
- Complete remission after treatment of acute promyelocytic leukemia with arsenic trioxide, N Engl J Med. 1998 Nov 5;339(19):1341-8.
- Williams. Hematology, 7th ed.